# Hotel Elfie
Hotel Elfie ist eine deutsche Fernsehserie, die 1999 als Ableger der Serie girl friends – Freundschaft mit Herz produziert und im Frühjahr 2000 im Vorabendprogramm des ZDF ausgestrahlt wurde. Die Produktion des Formates wurde nach nur einer Staffel (13 Folgen) auf Grund mangelnden Erfolges eingestellt.

## Inhalt
Die Sekretärin Elfie Gerdes (Manon Straché) verlässt das Hansson Palace Hotel und eröffnet eine eigene kleine Zehn-Zimmer-Frühstückpension, das Hotel Elfie. Zahlreiche Gäste mit ihren ganz eigenen Nöten und Sorgen steigen in der Pension ab, und auch ihre Nachbarn sind immer wieder zu sehen. Nach dem Tod ihres Lebensgefährten Alexander Hofstädter (Peer Jäger) taucht ein unehelicher Sohn von ihm auf und will seinen Anteil an der Erbschaft. Elfies beste Freundin Alrun (Annette Kreft) kommt ums Leben, und plötzlich findet sich die resolute Hotelinhaberin auch noch in der Rolle als Ziehmutter für den jungen Melvin (Mark Horstmann) wieder. Die Halb-Iranerin Fatima Bürgenstock (Jennifer Steffens) ist Elfies rechte Hand im Hotel, Cora Blitz (Sandra Borgmann) ist das Mädchen für alles. Elfies bester Freund Bernd Bosch (Thomas Limpinsel) wäre ein echter Heiratskandidat für sie – wenn er nicht schwul wäre. Und auch die Vorbesitzerin des Hotels, die kettenrauchende Rita Schnabel (Doris Kunstmann), kehrt nach dem Tod ihres Mannes wieder in die Pension zurück.

## Hintergrund
Nach Ausstrahlung der vierten Staffel von Girl friends gab das ZDF bekannt, an einem Spin-off mit dem Titel Hotel Elfie zu arbeiten, in dessen Mittelpunkt die ehemalige Sekretärin Elfie Gerdes, gespielt von Manon Straché, stehen sollte. Realisiert wurde der Ableger von der Hamburger Produktionsfirma Real Film unter der Leitung von Girl friends-Regisseurin Katharina M. Trebitsch. Für die Dreharbeiten in Hamburg-Tonndorf wurden auf 1.300 Quadratmetern eigens zwei komplette Straßenzüge mit acht bespielbaren Häusern errichtet. Neben Straché konnten unter anderem die Schauspielerinnen Jennifer Steffens, Sandra Borgmann und Doris Kunstmann in Hotel Elfie besetzt werden. Auch Ingrit Dohse und Harald Maack hatten in ihren aus Girl friends bekannten Rollen Gastauftritte in der Serie. Die Erstausstrahlung erfolge ab dem 22. Februar 2000 im ZDF. Die Produktion der Serie wurde nach der ersten Staffel eingestellt.

## Besetzung

### Hauptbesetzung
| Schauspieler      | Rolle                   |
| ----------------- | ----------------------- |
| Manon Straché     | Elfriede „Elfie“ Gerdes |
| Sandra Borgmann   | Cora Blitz              |
| Thomas Limpinsel  | Bernd Bosch             |
| Jennifer Steffens | Fatima Bürgenstock      |
| Marc Horstmann    | Melvin Schmidt          |
| Doris Kunstmann   | Rita Schnabel           |

### Nebenbesetzung
| Schauspieler      | Rolle                         |
| ----------------- | ----------------------------- |
| Ingrit Dohse      | Julietta                      |
| Annette Kreft     | Alrun Schmidt                 |
| Andreas Herder    | Tom Claasen                   |
| Christopher Novak | Hajü Konopke                  |
| Willem Fricke     | Ulli Müggebrecht              |
| Ole Puppe         | Boris                         |
| Harald Maack      | Heronimus "Schmolli" Schmolke |

## Ausstrahlung
Das Gros von Hotel Elfie wurde bereits im Frühjahr 1999 gedreht. Die Ausstrahlung der Serie als Ersatz von girl friends war ursprünglich ab Herbst 1999 im ZDF vorgesehen, jedoch zunächst verschoben. Der Sender zeigte die 13 Folgen schließlich erstmals vom 22. Februar bis 16. Mai 2000 jeweils dienstags. Während der Pilotfilm in Spielfilmlänge zur Hauptsendezeit gezeigt wurde, versendete das ZDF alle weiteren Folgen im Vorabendprogramm.

### Episoden
| Nr. (ges.) | Nr. (St.) | Originaltitel                | Erstausstrahlung D | Regie             | Drehbuch                 |
| ---------- | --------- | ---------------------------- | ------------------ | ----------------- | ------------------------ |
| 1          | 1         | Pilotfilm                    | 22. Feb. 2000      | Christine Kabisch | Christian Pfannenschmidt |
| 2          | 2         | Der verlorene Sohn           | 29. Feb. 2000      | Christine Kabisch | Christian Pfannenschmidt |
| 3          | 3         | Liebeskummer                 | 7. März 2000       | Christine Kabisch | Christian Pfannenschmidt |
| 4          | 4         | Rendezvous am Nachmittag     | 14. März 2000      | Christine Kabisch | Christian Pfannenschmidt |
| 5          | 5         | Leichte Jungs, schwere Jungs | 21. März 2000      | Richard Engel     | Christian Pfannenschmidt |
| 6          | 6         | Geld und andere Sorgen       | 28. März 2000      | Richard Engel     | Christian Pfannenschmidt |
| 7          | 7         | Geheimnisse                  | 4. Apr. 2000       | Richard Engel     | Christian Pfannenschmidt |
| 8          | 8         | Abschiedsblicke              | 11. Apr. 2000      | Richard Engel     | Christian Pfannenschmidt |
| 9          | 9         | Nie mehr allein              | 18. Apr. 2000      | Richard Engel     | Christian Pfannenschmidt |
| 10         | 10        | Amors Pfeile                 | 18. Apr. 2000      | Richard Engel     | Christian Pfannenschmidt |
| 11         | 11        | Streithähne                  | 25. Apr. 2000      | Richard Engel     | Christian Pfannenschmidt |
| 12         | 12        | Amors Pfeile                 | 9. Mai 2000        | Richard Engel     | Christian Pfannenschmidt |
| 13         | 13        | Streithähne                  | 16. Mai 2000       | Richard Engel     | Christian Pfannenschmidt |

## Rezeption

### Kritik
Hotel Elfie stieß bei Kritikern auf gemischtes Echo. Emmanuel van Stein von Die Welt befand in seiner TV-Kritik im Vorfeld der Erstausstrahlung, dass es in der Serie turbulent nach bewährter Manier zuginge, was „vor allem an Wirbelwind Elfie (wunderbar verkörpert von Manon Straché) und ihren neuen girl friends, allen voran Sandra Borgmann als Kunststudentin liegt. Von Christine Kabisch routiniert inszeniert, bietet Hotel Elfie dem Zuschauer ordentliche Unterhaltungs-Konfektion“. Die Zeitschrift Cinema bezeichnete die Serie als „harmlose Lektionen für Existenzgründer“ und schrieb: „Die Pilotfolge der Hotel-Serie kommt etwas betulich daher. Mit den richtigen Gästen kann's aber noch ganz spaßig werden“.
Die taz bezeichnete die Serie als sehr „ZDFig, wie geleckt, aber auch wunderbar ausgeleuchtet, teils widerborstig ausgeheckt“. Die Serie sei eine „reizend-sentimentale Hymne auf die guten Freunde und, naja, patentes mittelständisches UnternehmerInnentum“. Der Spiegel urteilte, dass Straché in girl friends – Freundschaft mit Herz positiv „als Frau mit Herz, Witz und komödiantischem Talent“ aufgefallen sei. In Hotel Elfie würden jedoch „ihre Grenzen sichtbar: Regie und Drehbuch muten ihr zu viel zu. Die Schauspielerin will ihr Bestes geben und verlegt sich auf übertriebene Mimik – ein Fehler, den die Kamera nicht verzeiht“.

## Merchandising
Hotel Elfie, der von Autor Christian Pfannenschmidt und Edith Beleites verfasste Roman zur Serie, erschien parallel zur TV-Ausstrahlung im April 2000 im Rowohlt Taschenbuch Verlag. Die komplette Serie wurde im November 2008 von Studio Hamburg Enterprises auf DVD veröffentlicht.